# Iaito

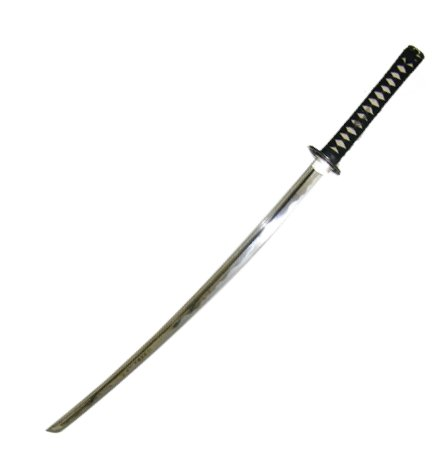
Iaito

Iaito (居合刀, iaitō) är ett oskarpt träningssvärd av metall som används i bland annat budosporten Iaido.